# Боричи, Лоро
Ло́ро Бори́чи (алб. Loro Boriçi, итал. Lorenzo Borici; 10 августа 1922, Шкодер — 24 апреля 1984, Тирана) — албанский футболист и тренер, будучи игроком выступал на позиции нападающего. За национальную сборную Албании провёл 23 матча и забил шесть мячей.
Начинал футбольную карьеру в клубе «Влазния» из Шкодера в 1937 году, потом страну захватили итальянцы и Лоро оказался в Италии. В период с 1941 по 1943 год Боричи даже сыграл 18 игр за римский «Лацио», забил 3 гола. Вернувшись после войны на родину, вновь выступал за клуб «Влазния», а затем с 1948 по 1957 год выступал за клуб «Партизани», выигрывал чемпионат и кубок страны.
Закончив карьеру игрока, практически сразу начал работать тренером. Долгие годы возглавлял сборную Албании.
В 2001 году в Шкодере в честь Лоро Боричи был назван национальный стадион.